# 锺惦棐
锺惦棐（1919年10月—1987年3月20日），男，四川江津人，中国电影评论家，曾任中国电影家协会书记处书记，中国电影评论学会会长。

## 生平
15岁辍学，仅读了一年中学。1937年到延安。1938年加入中国共产党。同年毕业于抗日军政大學，接着又转入鲁迅艺术学院。1939年留校教授美术理论。此后相继在华北联合大学文艺学院、华北军区抗敌剧社美术队工作。 1948年调中共中央华北局宣传部，次年调文化部筹建艺术局。 1949年参与筹建文化部艺术局。1950年开始从事影评活动。1951年调入中共中央宣传部。1953年加入中国作家协会。1957年因发表批评当时电影工作的文章《电影的锣鼓》而被打为右派。1978年平反后调入中国社会科学院文学研究所，随后继续致力于电影批评。1987年3月20日逝世。

## 家庭
有儿女五人，长子锺里满，次子小说家锺阿城，三子锺大陆，四子锺星座，小女锺姗姗。

## 著作
- 《锺惦棐文集》
- 《陆沉集》
- 《电影策》
- 《起博书》
- 《谢晋电影十思》